# Krasni Oktiabr (Temriuk, Krasnodar)
Krasni Oktiabr (del ruso: Красный Октябрь) es un posiólok del raión de Temriuk del krai de Krasnodar del sur de Rusia. Está situado en la península de Tamán, en el delta del Kubán, 22 km al sudeste de Temriuk y 105 km al oeste de Krasnodar, la capital del krai.  Tenía 1 800 habitantes en 2010.
Es cabeza del municipio Kurchanskoye.